# Barbourmeade (Kentucky)
Barbourmeade es una ciudad ubicada en el condado de Jefferson, Kentucky, Estados Unidos. Tiene una población estimada, a mediados de 2021, de 1209 habitantes.
Es parte del área metropolitana de Louisville.

## Geografía
La localidad está ubicada en las coordenadas 38°17′55″N 85°36′3″O / 38.29861, -85.60083 (38.298579, -85.600914). Según la Oficina del Censo de los Estados Unidos, tiene una superficie total de 1.02 km², correspondientes en su totalidad a tierra firme.

## Demografía
Según el censo de 2020, en ese momento había 1216 personas residiendo en la ciudad. La densidad de población era de 1192.16 hab./km². El 91.12% de los habitantes eran blancos, el 1.73% eran afroamericanos, el 1.07% eran asiáticos, el 0.41% eran de otras razas y el 5.67% eran de una mezcla de razas. Del total de la población, el 1.97% eran hispanos o latinos de cualquier raza.